# Bhutan ai Giochi della XXXIII Olimpiade
Il Bhutan ha partecipato ai Giochi della XXXIII Olimpiade che si sono svolti a Parigi dal 26 luglio all'11 agosto 2024, con una delegazione di 3 atleti, 2 uomini e 1 donna in 3 discipline.

## Delegazione
| Sport            | Uomini | Donne | Totale |
| ---------------- | ------ | ----- | ------ |
| Atletica leggera | 0      | 1     | 1      |
| Nuoto            | 1      | 0     | 1      |
| Tiro con l'arco  | 1      | 0     | 1      |
| Totale           | 2      | 1     | 3      |